# Nova Balta, Nikopol
Nova Balta (în ucraineană Нова Балта) este un sat în comuna Loșkarivka din raionul Nikopol, regiunea Dnipropetrovsk, Ucraina.

## Demografie
Componența lingvistică a localității Nova Balta
     Ucraineană (100%)
Conform recensământului din 2001, toată populația localității Nova Balta era vorbitoare de ucraineană (100%).